# Opopanax (hars)

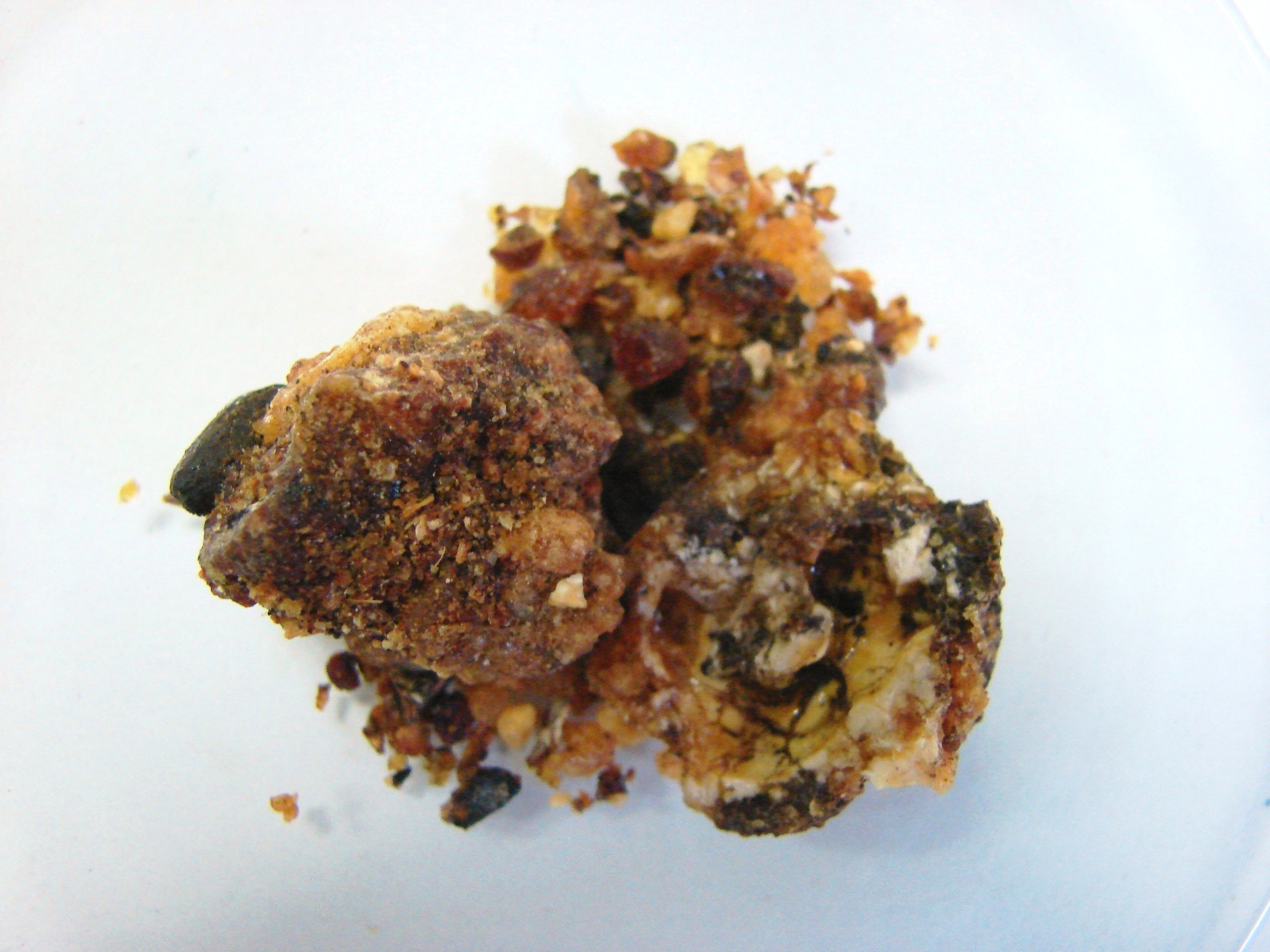
Bisabol, de oleo-gomhars van Commiphora guidottii

Opopanax ofwel Opoponax of Opobalsam is een ruwe balsem, afkomstig van de boomsoorten Commiphora erythraea en Commiphora kataf. Van de balsem wordt zowel een etherische olie als een resinoïde gemaakt.

## Geschiedenis
Opopanax verwijst naar een aantal gomharsen, van oudsher bekend om hun geneeskrachtige werking. Zowel Plinius de Oudere (Historia Naturalis) als Pedanius Dioscorides (Materia Medica) beschreven verschillende soorten gomharsen met dezelfde benaming. Het is onduidelijk om welke soorten het gaat. De volgende suggesties worden gedaan:
- Een soort van het geslacht Centaurea[2]
- De plant Levisticum officinale heeft een geel gomharsig sap, wat lijkt op opopanax[3]
- Duizendblad (Achillea millefolium)
- De plant Echinophora tenuifolia van het geslacht Echinophora uit de familie Umbelliferae[4]
- Opopanax chironium, ook wel bekend als Ferula opopanax (Umbelliferae)
- Heracleum panaces (of andere soorten van het geslacht Heracleum)

Tegenwoordig ziet men de soorten van het geslacht Commiphora, vooral Commiphora erythraea en Commiphora kataf als belangrijkste bron van opopanax. (Sommige bronnen suggereren alleen de ondersoort Commiphora erythraea var. Glabrescens, een boom die groeit in Somalië.) Mirre is ook afkomstig van soorten van het geslacht Commiphora.
Sinds de oudheid is opopanax een belangrijk exportartikel van Somalië. Opopanax is ook bekend als bissa bol (Hindi) en hebbakhade (Somalisch). Bissa bol betekent "geurige mirre", in tegenstelling tot heera bol, dat "bittere mirre" betekent. Echter, de botanische herkomst van bissa bol is Commiphora guidottii en niet commiphora erythraea, zoals algemeen wordt verondersteld.

## Winning en gebruik
Beide boomsoorten komen voor in Zuid-Arabië, Somalië, Oost-Ethiopië en Kenia. De balsemhars bevindt zich in de kokervormige vaten tussen de bast en het hout van de stam. De balsem wordt gewonnen door snijdingen in de stam te maken. De balsem druipt er in gele tranen uit. Van de balsem wordt zowel een etherische olie als een resinoïde gemaakt. Verder wordt deze ook verwerkt in wierook.
De etherische olie wordt gewonnen door stoomdestillatie van de ruwe balsem. Het is een oranjegele dikke olie met een zoete balsemieke geur. De olie verharst als deze aan lucht blootgesteld wordt. Daarom wordt hij vaak met een oplosmiddel gemengd om hem schenkbaar te houden. Door extractie uit de ruwe balsem ontstaat een resinoïde. Deze ziet eruit als een vaste donkere massa met een warme zoete balsemieke geur. Zowel de etherische olie als de resinoïde worden gebruikt als geurcomponent en fixatief in Oriëntaalse parfums of als smaakstof in likeuren.